# Cifra korallgomba
A cifra korallgomba (Ramaria formosa) az Agaricomycetes osztályának Gomphales rendjébe, ezen belül a korallgombafélék (Ramariaceae) családjába tartozó faj.

## Megjelenése
Júniustól októberig, lomb- és fenyőerdőkben termő gomba. Rendszerint csoportosan nő, neki megfelelő időjárás esetén akár tömegesen is.
A gomba termőteste korallszerű, színe a tönk irányában fehéres, fennebb rózsaszínes-sárga, az ágak végei világosabb sárgák. Az idős példányok többnyire egyöntetűen sárgás-fehérré fakulnak. Jellemző magassága 5-20 centiméter. 
A cifra korallgomba húsa fehéres, eléggé szívós, merev. Szaga kellemes, íze enyhén kesernyés.
Enyhén mérgező gomba, drasztikusan hashajtó hatású.

## Összetéveszthetősége
Nagyon hasonlít ehető rokonára, a rózsáságú korallgombára, melynek ágai azonban sötétebb színűek, rózsaszínesek, az ágak vége pedig sötét rózsaszín. Esetleg a szintén ehető sárga korallgombával (Ramaria flava) is össze lehet téveszteni, melynek színe azonban egyöntetűen sárga vagy fehéres sárga.